# Теоры
Теоры (греч. θεωροί) — слово теор, как и эфор, у древних греков обозначало прежде всего наблюдатель (греч. θεάομαι — смотрю) и в некоторых государствах (Мантинее, Тегее) употреблялось в смысле главного магистрата. Отсюда возникло более обычное сакральное значение понятия теор: так назывались послы, которых государство командировало для исполнения какого-либо религиозного акта, например для обращения к оракулу или для присутствования на каком-либо религиозном торжестве в другом государстве. Сакральные теоры не были ординарными магистратами, но назначались в каждом отдельном случае: так, например, афинские теоры командировались на олимпийские, пифийские, немейские и истмийские игры. Издержки на такого рода сакральные посольства возмещались отчасти государством, отчасти каким-либо богатым гражданином, которому поручалось снаряжение посольства. От щедрости архитеора зависело устроить торжество пышно или скромно, но роскошь была обычна, так как считалась вопросом чести.